# Grote Synagoge van Deventer
De Grote Synagoge van Deventer is een synagoge aan de Golstraat in Deventer, die van 1892 tot 1941, van 1947 tot 1952, en daarna van 2010 tot 2018 als zodanig in gebruik is geweest. Het gebouw is sinds 1999 een rijksmonument.

## Geschiedenis
De bakstenen zaalkerk is in 1892 ontworpen door J.A. Mulock Houwer, die van 1882 tot 1900 'Bouwmeester der gemeente Deventer' was. Hij heeft het gebouw in neorenaissance-stijl gebouwd, waarbij details zijn aangebracht in Spaans-Moorse stijl, waaronder minaret-achtige torentjes. Op die torentjes aan weerszijden stonden halve maansikkels. In het midden, direct boven de stenen tafelen met de tien geboden, stond op een staak een grote davidster. Aan de voorzijde van het gebouw bevindt zich een gietijzeren hek.
Het gebouw vormde de opvolger van de synagoge die slechts enkele tientallen meters verderop stond, aan de Roggestraat 3. Dat pand had lange tijd dienst gedaan als synagoge en is sinds 1996 in gebruik als Etty Hillesum Centrum, dat zijn naam dankt aan Etty Hillesum, een van de degenen uit Deventer die de Jodenvervolging niet hebben overleefd.
In de Tweede Wereldoorlog is op 25 juli 1941 een groot deel van de joodse elementen van het interieur vernield door een groep NSB'ers.
Na de bevrijding bleek de weggevoerde joodse gemeenschap van Deventer voor een groot deel in Duitse kampen vermoord. De overgebleven leden van de Joodse Gemeente zorgden voor de restauratie van de synagoge, die in juni 1947 opnieuw werd ingewijd. Doordat het gebouw toch te groot bleek werden de diensten vanaf juni 1952 verplaatst naar een kleiner pand, Lange Bisschopstraat 19. De synagoge aan de Golstraat werd verkocht aan de plaatselijke christelijke gereformeerde kerk. Die gebruikte het gebouw tot 2010 voor de eredienst. In de zaal werden een pijporgel en een kansel geplaatst, verder bleven interieur en exterieur van het gebouw vrijwel ongewijzigd. Banken en bankenplan bleven behouden en ook de hoog geplaatste vrouwengalerij, de kroonluchter en veel andere architectonische details van het interieur zijn origineel.
Doordat de christelijke gereformeerde kerk deel werd van een samenwerkingsgemeente met de gereformeerde kerk vrijgemaakt en de Nederlands Gereformeerde kerk (de 3GK) kwam het kerkgebouw in 2009 leeg te staan. Sinds 2010 werd het gebouw gehuurd door de masorti-joodse gemeente Beth Shoshanna, die het rijksmonument weer als synagoge inrichtte en een aron hakodesj (heilige arke) terugplaatste. In 2014 werd daarin een eigen thorarol geplaatst na een inwijdingsceremonie, waarbij onder anderen commissaris van de Koning in Overijssel Ank Bijleveld, de locoburgemeester van Deventer en bestuurders van plaatselijke kerken en moskeeën en andere maatschappelijke organisaties aanwezig waren. De synagoge was tot en met 2017 ook onderdeel van de programmering van de 'Zaterdagmiddagconcerten Deventer'.
Begin 2018 werd het rijksmonument door de 3GK verkocht. De nieuwe eigenaar, een Deventer ondernemer die in het gebedshuis een 'foodhall' wilde vestigen, zegde de huur op, waarna Beth Shoshanna (onder protest) een nieuw onderkomen vond in de voormalige synagoge van Raalte. Het gedwongen vertrek van de joodse gemeente per 1 augustus 2018 kwam kort nadat het plan voor een foodhall door de gemeente was afgewezen op grond van het geldende bestemmingsplan, het gemeentelijke horecabeleid en de beschermde rijksmonumentale status van pand en interieur. Sindsdien vinden in de synagoge incidenteel concerten en kooroptredens plaats. In 2022 werd nog gezocht naar een passende bestemming voor dit rijksmonument.
In 2024 werd vergunning aangevraagd voor de vestiging van een poolcentrum in het gebouw. Een stichting van burgers die het Joods cultureel erfgoed in Deventer wil beschermen maakt daartegen bezwaar. Ze wil dat een nieuwe eigenaar de synagoge opknapt voor een passender bestemming.

## Afbeeldingen

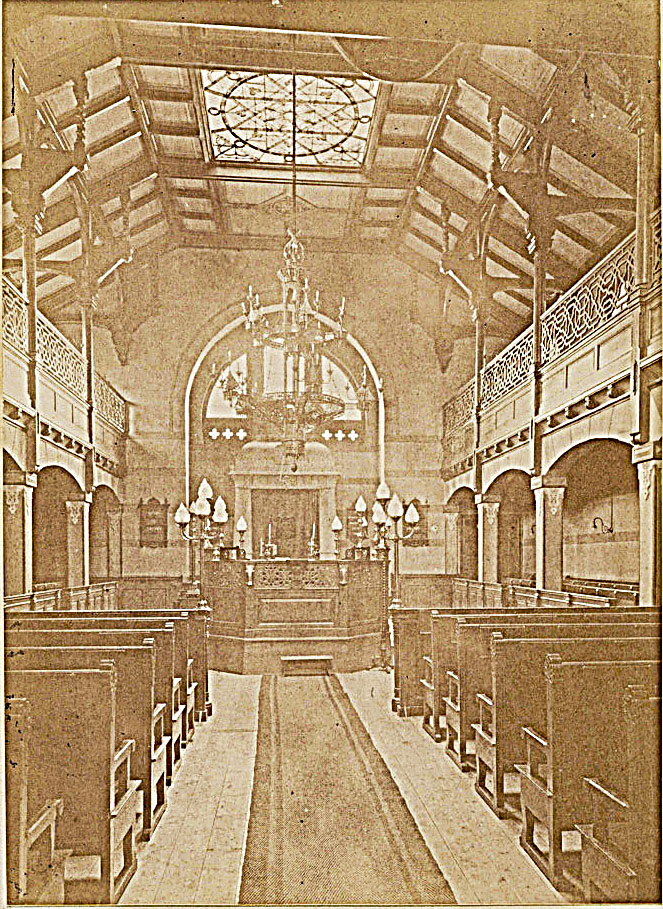
Oorspronkelijk interieur
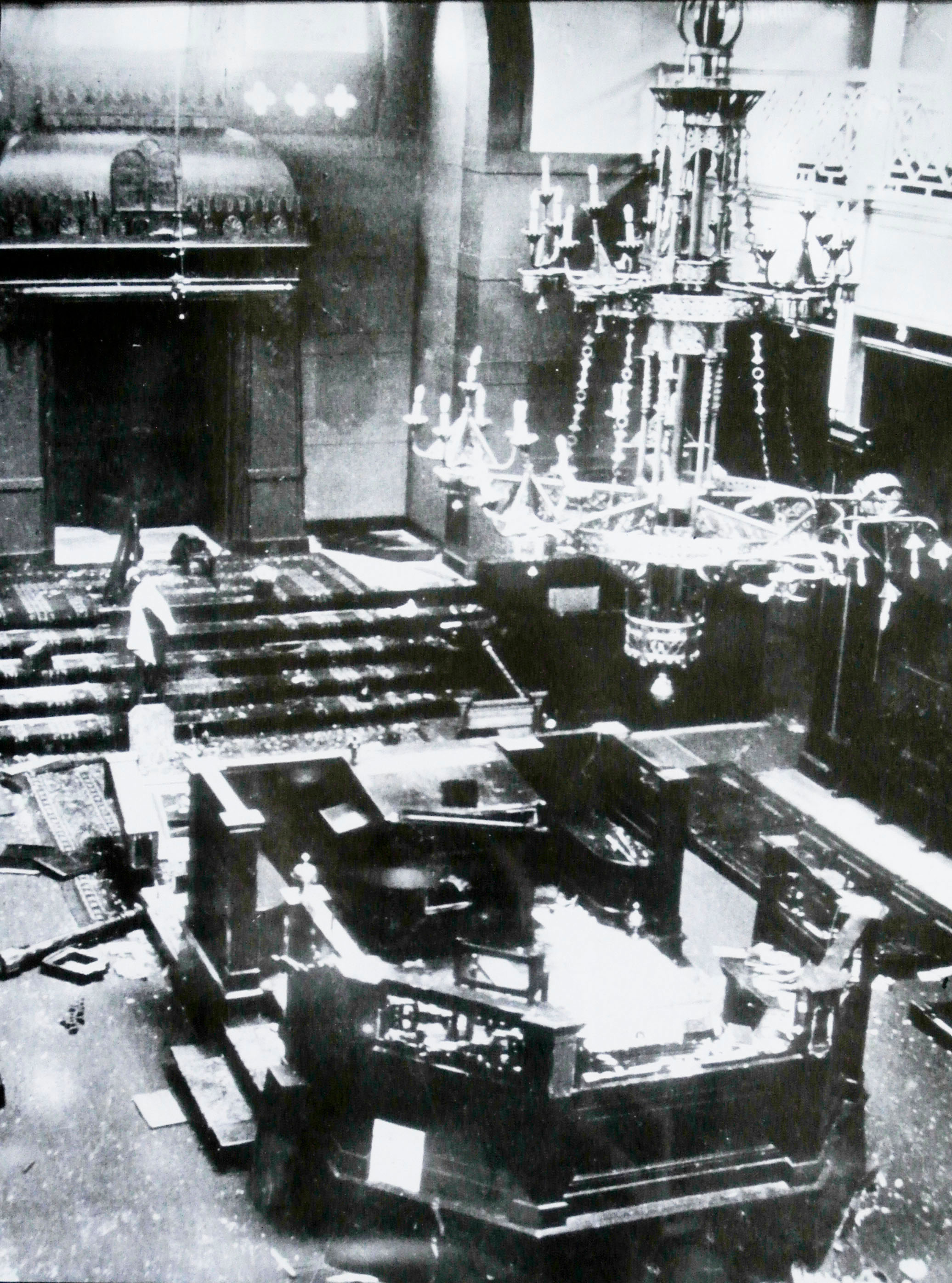
Vernieling van 1941
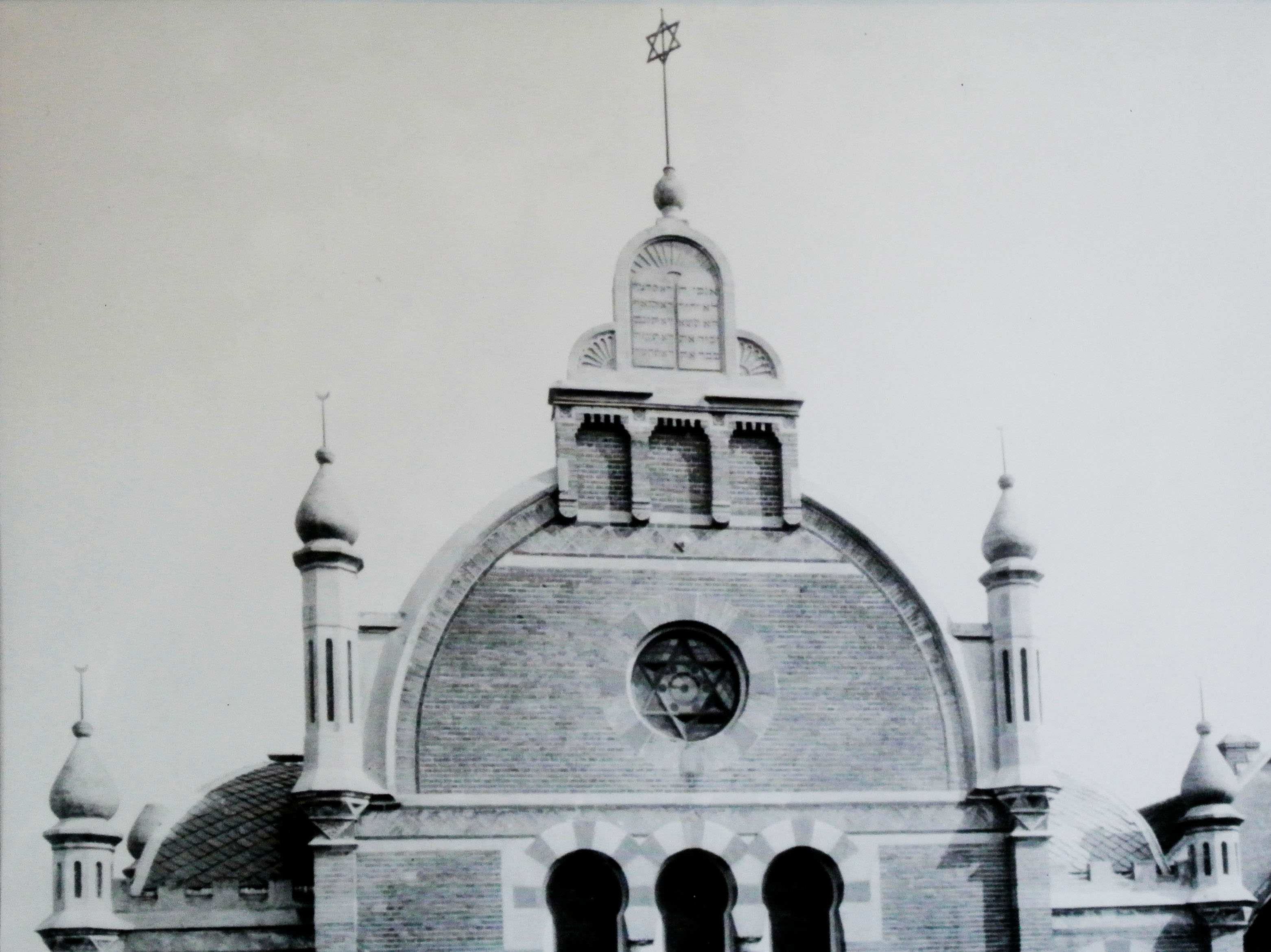
Originele façade